# Make Me Wanna Die
Make Me Wanna Die – pierwszy singel amerykańskiego alternatywno rockowego zespołu The Pretty Reckless. Został wydany 13 maja 2010 roku w Wielkiej Brytanii. Utwór jest oryginalnym soundtrackiem do filmu Kick-Ass.

## Pozycje na listach
| Państwo                            | Najwyższa pozycja |
| ---------------------------------- | ----------------- |
| Australia - ARIA Singles Chart     | 61                |
| Wielka Brytania - UK Singles Chart | 16                |
| Wielka Brytania - UK Rock Chart    | 1                 |

## Historia wydania
| Region          | Data          | Format           |
| --------------- | ------------- | ---------------- |
| USA             | 30 marca 2010 | Digital download |
| Wielka Brytania | 13 maja 2010  | Digital download |